# 공공위생과학 박사
공공위생과학 박사(公共衛生科學 博士)는 대학원 관련 학위이고 위생학 박사(衛生學 博士)라고도 불린다. 이 학위로써 대학 예하 위생 과학 교수직원 직위를 지내는 것이 대표적이다.

## 같이 보기
- 행정학 박사